# パレ (コモ県)
パレ（イタリア語: Parè）は、イタリア共和国ロンバルディア州コモ県コルヴェルデにある分離集落（フラツィオーネ）。
かつては基礎自治体（コムーネ）であったが、2014年2月4日にジローニコ、ドレッツォと合併し新自治体が発足した。

## 地理

### 位置・広がり
コモ県南西部に位置し、県都コモから西へ5kmの距離にある。

#### 隣接コムーネ
独立したコムーネであった時期には、以下のコムーネと隣接していた。括弧内のCH-TIはスイスのティチーノ州所属を示す。
- カヴァッラスカ
- Chiasso (CH-TI)
- ドレッツォ
- ファロッピオ
- ジローニコ
- オルジャーテ・コマスコ